# 哈伯爾 (密歇根州)
哈伯爾（英語：Hubbell）是位於美國密歇根州霍頓縣奧西歐拉鎮區及托奇萊克鎮區的一個普查規定居民點。

## 人口
根據2020年美國人口普查的數據，哈伯爾的面積為4.86平方千米，當中陸地面積為4.84平方千米，而水域面積為0.02平方千米。當地共有人口908人，而人口密度為每平方千米186.83人。